# 펩시 스터프
펩시 스터프(영어: Pepsi Stuff)는 1996년 3월 28일에 북아메리카에서 처음 시작된 펩시코의 대표적인 마일리지 서비스이다. 티셔츠, 모자, 청바지, 가죽 재킷, 가방, 산악 자전거와 같은 경품을 제공하는 점이 특징인 프리미엄 서비스로서 "펩시 스터프 카탈로그"(Pepsi Stuff Catalog)나 온라인에서 펩시 포인트(Pepsi Points)로 구입할 수 있었다. 고객들은 특별히 표시된 펩시 패키지와 컵에서 포인트를 획득할 수 있었다. 추가 포인트는 펩시 제품과 소비자들 모두를 대상으로 하여 판매되었는데 후자는 주로 이베이에서 판매되었다.
1번째 펩시 스터프 프로모션은 1996년 10월 31일에 종료되었다. 그로부터 12년이 지난 2008년 2월 1일에 다시 출시되어 2008년 12월 31일에 종료되었다. 2015년 8월에는 펩시 패스(Pepsi Pass)로 재출시되었다. 펩시 스터프는 2018년 1월 22일에 펩시 레트로 에디션을 통해 재출시되었으며 2019년 2월 28일에 종료되었다.

## 역사

### 프로그램 개시
경품을 기반으로 하는 펩시코의 마일리즈 서비스인 펩시 스터프는 1996년 3월 28일에 미국에서 시작되었다. 포인트는 40억 패키지에 배포되었고 수십억 개의 컵들과 수백만 명의 소비자들이 참여하였다. 일부 소식통에 따르면 첫 펩시 스터프 캠페인은 1996년 애틀랜타 하계 올림픽과 관련된 코카-콜라 컴퍼니의 여름 시즌을 크게 앞질렀으며 코카-콜라보다 3배 더 큰 성장률을 보였으며 펩시가 얻은 점유율은 2배였다고 한다. 펩시 스터프는 소비자와 병에 대한 수요로 인해 북아메리카 전역에서 계속 운영되었고 결국 마운틴 듀와 다른 음료들로 확장되었다. 이 캠페인은 많은 국제 시장으로 확장되었고 1996년 10월 31일을 기해 종료되었다. 이 캠페인에 대응하여 코카-콜라 컴퍼니는 할인 가격 프로그램을 가속화하고 확장했다.

### 야후!와의 파트너십
2000년 8월 1일에는 펩시코와 야후!가 5개월 동안에 걸친 펩시 포인트 프로모션을 시작했다. 야후!는 펩시 포인트 경품 프로그램의 웹 입지에 힘을 실어주었고 "펩시스터프닷컴, 야후! 제공"(Pepsi Stuff.com, Powered by Yahoo!)이라는 문구와 함께 새로운 로고가 펩시 제품에 부착되었다. 펩시 스터프는 전용 대화형 웹사이트를 제공하는 최초의 주요 소비자 프로모션 가운데 하나였다. 또한 앤드리 애거시, 데이비드 베컴, 비욘세, 신디 크로퍼드, 지미 팰런, 제프 고든, 데릭 지터, 존 리 후커, 샤킬 오닐, 샤키라, 브리트니 스피어스, 스파이스 걸스와 같은 유명 인사들이 텔레비전, 인쇄, 인터넷 광고에서 등장했다. 펩시는 매년 2억 개 이상의 카탈로그와 수십억 개의 펩시 포인트, 그리고 광범위한 무료 상품을 생산했다.

### 소송
펩시코는 1996년 슈퍼볼 광고에 펩시 스터프 광고를 송출했다. 이 광고에서 펩시는 7백만 포인트를 보상받을 수 있는 상품으로 AV-8B 해리어 II 제트기를 광고했다. 존 레너드는 만약 자신이 15점을 모은 다음에 나머지 포인트를 수표로 지불한다면 제트기는 구입하는 비용보다 더 저렴할 것이라는 것이라고 생각했다. 그래서 레너드는 그것을 펩시코에 보냈지만 펩시코는 그에게 전투기를 주지 않았다. 결국 자신이 획득한 700만 펩시 포인트를 통해 전투기를 받으려는 소비자와 받을 수 없다는 기업 간의 소송이 제기되었다. 미국 법원은 레너드 대 펩시코 사건에 대한 판결을 내렸는데 존 레너드는 제트기를 받지 못하게 되었다. 만약 레너드가 제트기를 받았다면 해리어 제트기가 '비무장화' 과정(해리어 전투기의 경우에는 착륙과 수직 이착륙 능력 제거가 해당됨)을 거쳤을 것으로 판단된다.

### 그 외의 펩시 캠페인
펩시 스터프 프로모션 이후에 펩시와 코카-콜라 모두 몇 년 동안에 걸쳐 원래의 캠페인과 비슷한 맥락에서 다른 프로모션을 선보였다. 일부 프로모션에는 다양한 상품이 포함되었고 다른 프로모션에는 캐시 또는 MP3와 같은 특정 상품이 포함되었다. 펩시의 2002-2003년 아이튠즈 캠페인은 단지 500개의 병뚜껑 코드만 상환되었을 때에 실패했다. 또한 펩시코는 2007년에 코카-콜라의 아이코크(iCoke)와 경쟁하기 위해 캐나다에서 펩시 엑세스(Pepsi Access)를 도입했다.

### 경쟁사
코카-콜라 컴퍼니는 2005년에 소비자들이 캐나다에서 패키지에 인쇄된 포인트를 수집하는 펩시 스터프와 매우 유사한 프로그램인 아이코크(iCoke)를 출시했다. 코카-콜라 컴퍼니는 첫 펩시 스터프 프로모션이 시작된 지 거의 10년이 지난 2006년 2월 28일에 미국 최초의 마일리지 서비스이자 최대 규모의 프로모션인 마이 코카콜라 리워드(My Coke Rewards)를 출시했다. 이는 소비자들이 온라인상에서 5천만 달러 이상의 가치를 상환할 수 있는 40억 개의 고유 코드를 통해 관리되었다.

### 펩시 스터프의 부활
펩시코는 2008년 2월 1일에 아마존 MP3(나중에 아마존 뮤직으로 이름을 바꿈)와 제휴하여 아마존 웹사이트를 모델로 한 쇼핑 경험을 제공하는 전용 웹사이트와 함께 이 프로그램을 재출시했다. 아마존의 제휴는 아마존의 실제 웹사이트까지 이어지는데 아마존은 기존의 결제 방식 대신에 특정 지정 품목에 대해 펩시 포인트로 결제하는 옵션을 이용할 수 있다. 펩시는 저스틴 팀버레이크가 출연한 슈퍼볼 스팟, 앤디 샘버그가 출연한 새터데이 나이트 라이브를 포함하여 다시 한 번 연예인들이 출연한 홍보에 의존했다. 이 프로모션은 2008년 12월 31일에 종료되었다.

### 펩시 패스로 재출시
2015년에 펩시 패스로 재출시된 이 프로그램은 다양한 방법으로 소비자가 포인트를 획득할 수 있다. 아이튠즈나 구글 플레이(500점)를 통해 다운받은 프로그램을 통해 병뚜껑(1,000점) 아래에 쓰여진 코드를 찾거나 펩시 웹사이트(100점)에서 코드를 입력한다. 이번에는 상품권, 전자 제품 등을 포함했다.

### 펩시 스터프로 재출시
이 프로그램은 2018년 1월 22일에 재출시되어 이전의 펩시 스터프 이름을 다시 사용했고 2019년 2월 28일에 종료되었다. 이름을 사용하는 모든 프로그램과 마찬가지로 병뚜껑과 포장에 대한 코드를 찾아 포인트를 획득할 수 있다. 그러나 이번에 진행된 이 프로그램은 내셔널 풋볼 리그(NFL)와 제휴하여 사용자들이 받을 수 있는 가능한 상금의 일부로 NFL 관련 상품을 경품으로 제공했고 추가로 콘서트 티켓을 경품으로 제공했다. 또한 이용자들은 자신들이 모은 포인트로 레트로 포스터를 다운로드할 수 있었다.

## 사진

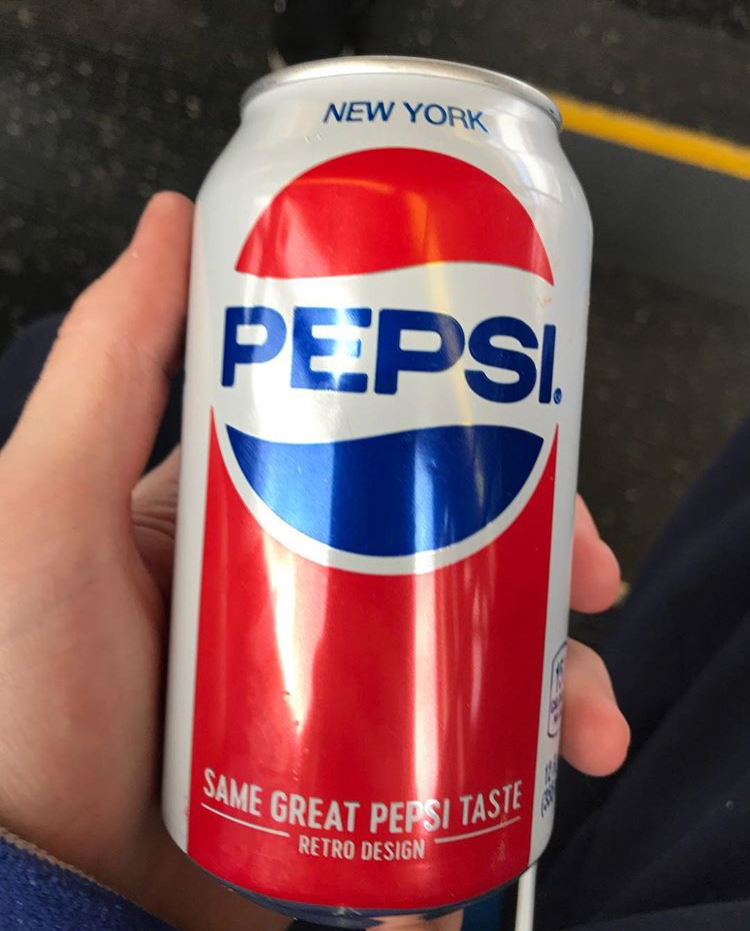
펩시코는 2018년에 프로모션을 시작하기 위해 1973년부터 1987년까지 사용된 펩시 로고가 새겨진 캔과 병을 출시했다. 이 로고에는 나중에 마이클 잭슨이 들어가게 되었다.
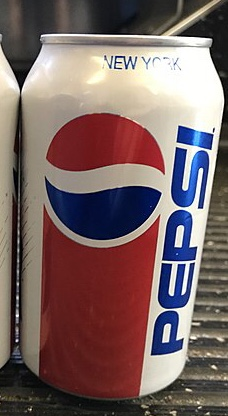
펩시코는 2018년에 프로모션을 진행하는 동안에 이전의 펩시 광고 캠페인에 출연했던 유명 음악가들과 함께 등장한 여러 가지의 로고들을 다시 공개했다. 이 로고와 비슷한 1990년대 스타일의 캔에는 레이 찰스가 포함되어 있다.
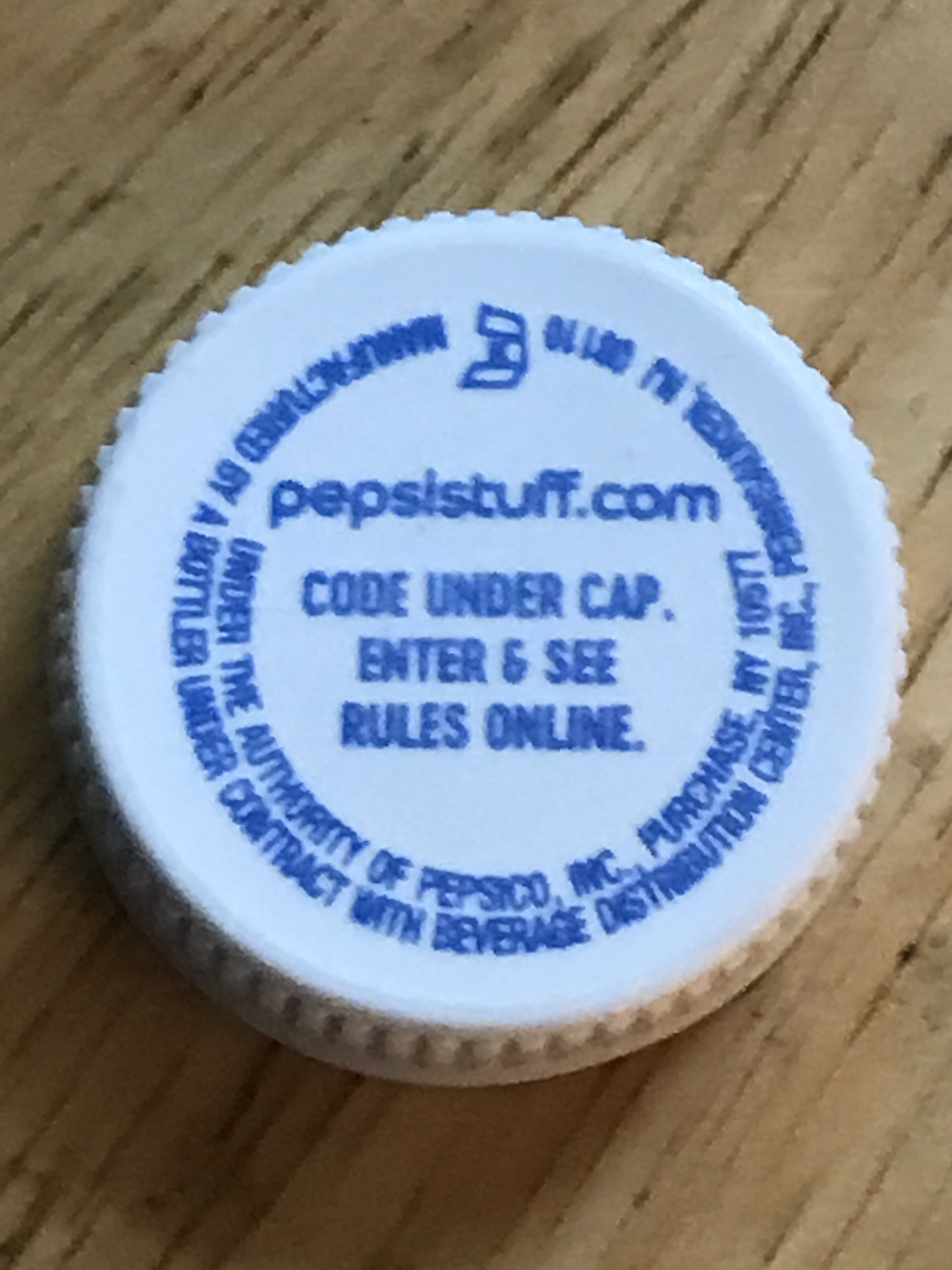
병에 대해서는 펩시가 병뚜껑 아래에 코드를 제공하고 포장 박스 안에 있는 캔에 담아 배송했다.
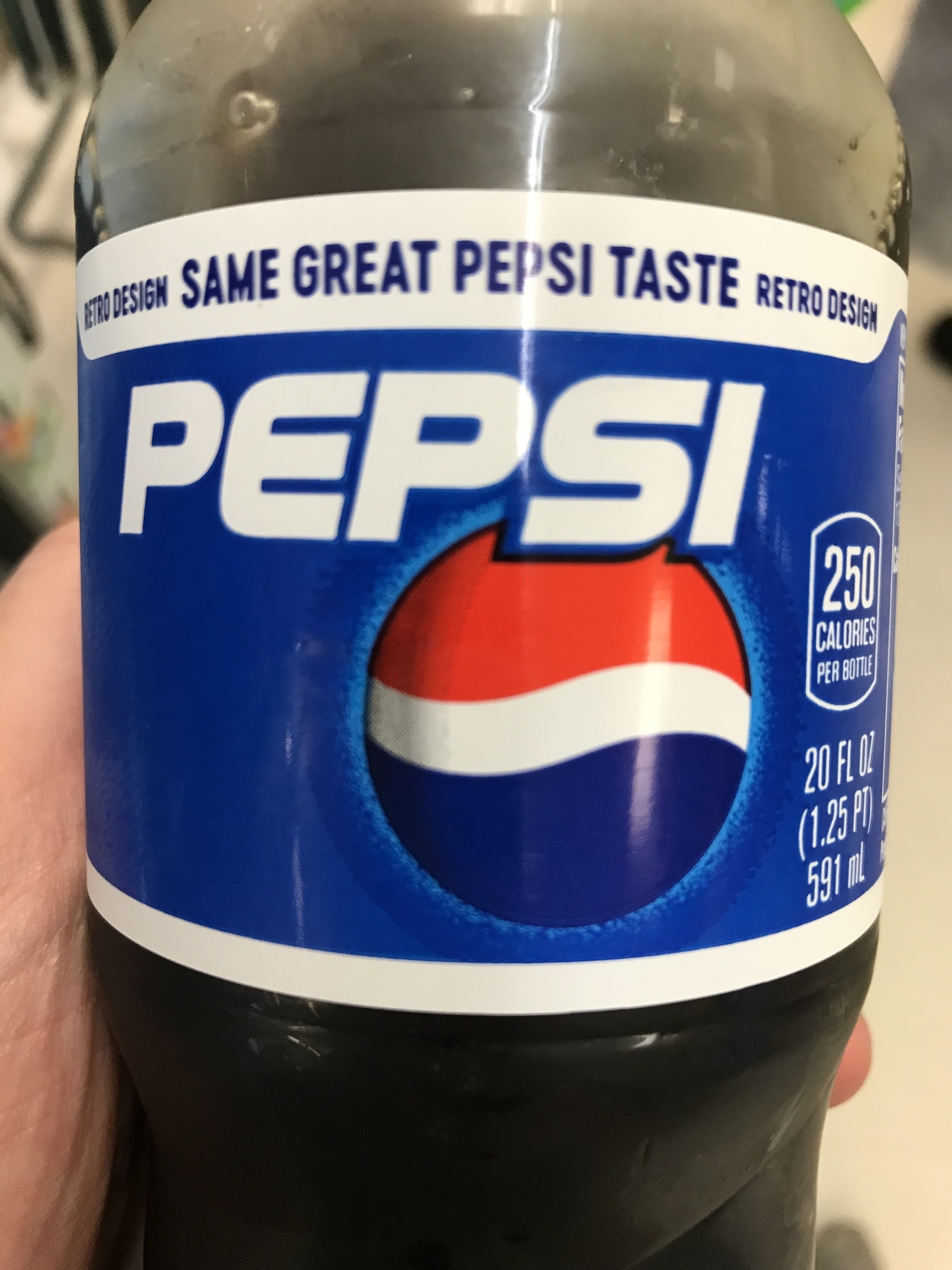
펩시코는 2018년에 마지막 프로모션을 위하여 1998부터 2008년까지 사용된 펩시 로고를 다시 사용했다. 이 로고가 그려진 캔과 병에는 나중에 브리트니 스피어스가 들어가게 되었다.

## 같이 보기
- 레너드 대 펩시코 사건 - 펩시 스터프 텔레비전 광고에 등장한 AV-8B 해리어 II 제트기와 관련된 소송